# Heinrich Reiniger
Heinrich Reiniger (15. února 1860 Teplá – 25. května 1915 Mariánské Lázně) byl rakouský a český právník a politik německé národnosti, na přelomu 19. a 20. století poslanec Českého zemského sněmu, starosta Mariánských Lázní.

## Biografie
Pocházel z rodiny lékárníka. Absolvoval Karlo-Ferdinandovu univerzitu v Praze, kde roku 1888 obdržel titul doktora práv. Působil nejprve v advokátní kanceláři v Teplicích, roku 1892 si otevřel vlastní kancelář v Chebu. Roku 1906 se přestěhoval do Mariánských Lázní, kde od následujícího roku působil jako městský advokát a právní zástupce městské spořitelny a kláštera v rodné Teplé. V období let 1907–1915 působil jako starosta Mariánských Lázní.
V 90. letech 19. století se zapojil i do zemské politiky. Ve volbách v roce 1895 byl zvolen do Českého zemského sněmu v městské kurii (obvod Falknov). Uvádí se jako německý nacionál (Německá lidová strana). Opětovně byl zvolen i ve volbách v roce 1901. Podle jiného zdroje zasedal v sněmu v období let 1895–1907 a pak znovu 1910–1913.
Patřil mezi zakladatele Německé radikální strany, ale později, když stranu ovládl Georg von Schönerer, ji opustil a náležel mezi přední politiky Německé agrární strany.
Zemřel v květnu 1915.